# Camillo Müller
Camillo Anton Müller (* 2. Januar 1870 in Wien, Österreich-Ungarn; † 28. Juli 1936 in ebenda) war ein österreichischer Fechter und Sportfunktionär.

## Biographie
Camillo Müller war promovierter Jurist. Er war Mitglied im Wiener AC und sicherte sich bei den Deutschen Fechtmeisterschaften 1898, die vom Deutschen und Österreichischen Fechterbund ausgetragen wurden, im Florett in loser Mensur und mit dem leichten Säbel den Meistertitel. 1899 löste er Willibald Gebhardt als ersten Vorsitzenden des Deutschen und Österreichischen Fechterbunds ab. Bei den Olympischen Sommerspielen 1900 trat Müller im Säbelfechten an. In der Finalgruppe gewann er nur einen seiner acht Kämpfe und wurde am Ende Achter. Im November 1901 trat Müller als Vorsitzender Deutschen und Österreichischen Fechterbunds, der inzwischen laut der Allgemeinen Sport-Zeitung nur noch repräsentative Funktion hatte, zurück.